# Jan Mark
Janet Marjorie „Jan” Mark z domu Brisland (ur. 22 czerwca 1943 w Welwyn Garden City, zm. 16 stycznia 2006 w Oksfordzie) – brytyjska pisarka, autorka literatury dla dzieci i młodzieży.
W 1965 ukończyła studia na Canterbury College of Art. W latach 1965-1971 pracowała jako nauczycielka w szkole średniej. Dwukrotnie otrzymała Carnegie Medal (w 1976 za Thunder and Lightnings (wyd. polskie Niebo nad Norfolkiem 1981) i w 1983 za Handles)
Była rozwiedziona z Neilem Markiem i miała dwoje dzieci: córkę Isobel i syna Alexa, który popełnił samobójstwo 8 miesięcy po śmierci matki. Jan Mark była popularna w Belgii, gdzie brała udział w projektach edukacyjnych związanych z nauczaniem języka angielskiego.

## Publikacje
- Formula One (2010)
- King John and the Abbot (2006)
- Turbulence (2005)
- Riding Tycho (2005)
- Useful Idiots (2004)
- The Eclipse of the Century (1999)
- Mr Dickens Hits Town (1999)
- The Midas Touch (1999)
- My Frog and I (1997)
- The Tale of Tobias (1996)
- They Do Things Differently There (1994)
- Fun With Mrs Thumb (1993)
- Enough Is Too Much Already (1988)
- Zeno Was Here (1988)
- Fun (1988)
- Trouble Half-way (1986)
- Fur (1986)
- Handles (1985)
- Feet and Other Stories (1983)
- Aquarius (1982)
- The Dead Letter Box (1982)
- Nothing To Be Afraid Of (1981)
- Hairs in the palm of the hand (1981)
- Divide and Rule (1980)
- The Ennead (1978)
- Under the Autumn Garden (1977)
- Thunder and Lightnings (1976) (wyd. pol. 1982 Niebo nad Norfolkiem)